# Liste öffentlicher Kneipp-Anlagen im Landkreis Emmendingen
In der Liste öffentlicher Kneipp-Anlagen im Landkreis Emmendingen sind öffentliche Kneipp-Anlagen für Orte, die zum Landkreis Emmendingen in Baden-Württemberg gehören, aufgeführt. Sie ist primär nach Orten sortiert, unabhängig davon, ob es sich um Ortsteile, Gemeinden oder Städte handelt. Kneipp-Anlagen können laut Kneipp-Bund in Form von Wassertretanlagen oder Armbecken vorliegen und unterliegen grundsätzlich nicht der Trinkwasserverordnung. Kneipp-Anlagen werden häufig künstlich angelegt. Daneben gibt es in den natürlichen Verlauf von Fließgewässern eingebettete Wassertretstellen. Kneippen ist eine Behandlungsmethode der Hydrotherapie, die auf der Grundlage von Sebastian Kneipp angewendet wird. Hierbei wird in kaltem Wasser auf der Stelle geschritten. In Armbecken werden die Arme bis zur Mitte der Oberarme ins kalte Wasser getaucht. Die Liste erhebt keinen Anspruch auf Vollständigkeit.

## Kneipp-Anlagen im Landkreis Emmendingen
Derzeit sind im Landkreis Emmendingen neun öffentliche Kneipp-Anlagen erfasst (Stand: 8. Juni 2021):
| Bild | Ort                     | Beschreibung                                  | ↴ Zufluss / ↳ Abfluss | Standort           |
| ---- | ----------------------- | --------------------------------------------- | --------------------- | ------------------ |
|      | Brettental              | Kneipp-Anlage Freiamt-Brettental              |                       | ⊙ Bildsteinstraße  |
|      | Elzach                  | Kneipp-Anlage Elzach                          |                       | ⊙ Neunlinden       |
|      | Endingen am Kaiserstuhl | Kneipp-Anlage Endingen am Kaiserstuhl         |                       | ⊙ Im Erle          |
|      | Kenzingen               | Kneipp-Anlage Kenzingen                       |                       | ⊙ Bombacher Straße |
|      | Oberprechtal            | Kneipp-Anlage Oberprechtal                    | ↴↳ Landwasser         | ⊙ Kurpark          |
|      | Sexau                   | Kneipp-Anlage Sexau                           | ↴↳ Reichenbächle      | ⊙ Am Horn          |
|      | Teningen-Heidenhof      | Kneipp-Anlage Teningen-Heidenhof              |                       | ⊙ Schwammweg       |
|      | Waldkirch               | Kneipp-Anlage im kleinen Park am Stadtrainsee | ↴↳ Dettenbächle       | ⊙ Goethestraße     |
|      | Waldkirch-Ost           | Kneipp-Anlage Waldkirch-Ost am Seerosenteich  |                       | ⊙ Am Seerosenteich |